# Husayn Pascià
Ḥusayn Pascià ibn Ḥasan Riḍwān (in arabo حسين باشا بن حسن رضوان‎?; ... – 1663) è stato un sultano ottomano.
Governò nella Provincia di Gaza. Amministrò anche i distretti di Nablus e Gerusalemme e servì da Amīr al-ḥajj (Capo del pellegrinaggio). Il suo regno durò dagli anni 1650 fino al 1663, anno della sua morte. 
Il governo di Ḥusayn fu segnato dalla prosperità di cui temporaneamente si avvalse Gaza, come capitale della Palestina. Mantenne inoltre relazioni amichevoli con le tribù beduine del Negev, con le popolazioni cristiane locali e con il console francese di Gerusalemme.
Nel 1663 Ḥusayn fu imprigionato dalle autorità ottomane e fu ucciso nella sua cella di Istanbul.